# Гамбија
Гамбија (енгл. The Gambia), или званично Република Гамбија (енгл. Republic of The Gambia) је држава у западној Африци. На западу излази на Атлантски океан, док је на копну потпуно окружена територијом Сенегала. Земља прати доњи ток реке Гамбије и протеже се око 320 km у смеру исток-запад, а ширина у смеру север-југ не прелази 50 km. Гамбија је површином најмања држава континенталне Африке.
Гамбија је настала као британско колонијално упориште на атлантској обали западне Африке којом је доминирала Француска. Иако се након независности очекивало зближавање, па и уједињење земље са бившим француским Сенегалом, планирана конфедерација није заживела. Етнички, Гамбија је заједница више народа међу којима су најбројнији Мандинка, Фулани и Волоф.
Привреда се још увек темељи на пољопривреди са кикирикијем као главним извозним производом. БДП је у 2023. био 2.837 долара по становнику.

## Географија

### Положај
Гамбија је мала држава чија се граница уклапа око доњег тока реке Гамбије. Површина државе износи 11.300 km². Највећа ширина Гамбије је око 48 km. Садашње границе дефинисане су 1889. године после споразума Велике Британије и Француске. Гамбија је практично енклава Сенегала и најмања је држава Африке.

### Геологија и рељеф
Гамбија је претежно равничарска земља, са три екорегије: гвинејски мозаик савана и шума, западносуданска савана и гвинејске мангрове.

### Воде
Најдужа река је Гамбија, која се улива у Атлантски океан.

### Клима
У Гамбији је најзаступљенија тропска саванска клима, са кишном сезоном која траје од јуна до септембра, док сушна сезона са нижим температурама траје од октобра до маја. Клима Гамбије најсличнија је клими Сенегала, Малија и северног дела Гвинеје.
| Клима Банџула                                                  | Клима Банџула | Клима Банџула | Клима Банџула | Клима Банџула | Клима Банџула | Клима Банџула | Клима Банџула | Клима Банџула  | Клима Банџула  | Клима Банџула | Клима Банџула | Клима Банџула | Клима Банџула  |
| Показатељ \ Месец                                              | .Јан.         | .Феб.         | .Мар.         | .Апр.         | .Мај.         | .Јун.         | .Јул.         | .Авг.          | .Сеп.          | .Окт.         | .Нов.         | .Дец.         | .Год.          |
| -------------------------------------------------------------- | ------------- | ------------- | ------------- | ------------- | ------------- | ------------- | ------------- | -------------- | -------------- | ------------- | ------------- | ------------- | -------------- |
| Апсолутни максимум, °C (°F)                                    | 37,2 (99)     | 38,9 (102)    | 40,6 (105,1)  | 41,1 (106)    | 41,1 (106)    | 37,8 (100)    | 33,9 (93)     | 33,3 (91,9)    | 34,4 (93,9)    | 37,2 (99)     | 35,6 (96,1)   | 35,6 (96,1)   | 41,1 (106)     |
| Максимум, °C (°F)                                              | 31,7 (89,1)   | 33,5 (92,3)   | 33,9 (93)     | 33,0 (91,4)   | 31,9 (89,4)   | 31,9 (89,4)   | 30,8 (87,4)   | 30,2 (86,4)    | 31,0 (87,8)    | 31,8 (89,2)   | 32,7 (90,9)   | 31,9 (89,4)   | 32,0 (89,6)    |
| Минимум, °C (°F)                                               | 15,7 (60,3)   | 16,6 (61,9)   | 17,9 (64,2)   | 18,8 (65,8)   | 20,3 (68,5)   | 22,9 (73,2)   | 23,6 (74,5)   | 23,3 (73,9)    | 22,6 (72,7)    | 22,2 (72)     | 18,8 (65,8)   | 16,2 (61,2)   | 19,9 (67,8)    |
| Апсолутни минимум, °C (°F)                                     | 7,2 (45)      | 10,0 (50)     | 11,7 (53,1)   | 12,2 (54)     | 13,9 (57)     | 18,3 (64,9)   | 20,0 (68)     | 20,0 (68)      | 17,2 (63)      | 16,1 (61)     | 12,2 (54)     | 8,9 (48)      | 7,2 (45)       |
| Количина кише, mm (in)                                         | 0,5 (0,02)    | 0,0 (0)       | 0,0 (0)       | 0,0 (0)       | 1,3 (0,051)   | 62,7 (2,469)  | 232,4 (9,15)  | 346,8 (13,654) | 255,1 (10,043) | 75,8 (2,984)  | 1,6 (0,063)   | 0,7 (0,028)   | 976,9 (38,461) |
| Дани са кишом                                                  | 0             | 0             | 0             | 0             | 0             | 5             | 14            | 19             | 16             | 6             | 0             | 0             | 60             |
| Релативна влажност, %                                          | 47            | 47            | 50            | 58            | 67            | 73            | 81            | 85             | 84             | 80            | 69            | 55            | 67             |
| Сунчани сати — месечни просек                                  | 207,7         | 237,3         | 266,6         | 252,0         | 229,4         | 201,0         | 182,9         | 189,1          | 183,0          | 217,0         | 246,0         | 210,8         | 2.622,8        |
| Сунчани сати — дневни просек                                   | 6,7           | 8,4           | 8,6           | 8,4           | 7,4           | 6,7           | 5,9           | 6,1            | 6,1            | 7,0           | 8,2           | 6,8           | 7,2            |
| Извор #1: World Meteorological Organization                    |               |               |               |               |               |               |               |                |                |               |               |               |                |
| Извор #2: Deutscher Wetterdienst (extremes, humidity, and sun) |               |               |               |               |               |               |               |                |                |               |               |               |                |

## Историја
Први писани извори са простора данашње Гамбије долазе од арапских трговаца у деветом и десетом веку. 1066. године припадници Текрура, краљевине смештеној на реци Сенегал су били први људи са територије данашње Гамбије који су примили ислам. Муслимански трговци су успоставили транссахарске трговачке путеве за робове, злато и слоновачу. Почетком 14. века највећи део данашње Гамбије припадао је Царству Малија. Португалци су дошли средином 15. века и остварили свој економски утицај.
Године 1588. претендент на португалски престол Антонио, продао је ексклузивна трговачка права на реци Гамбији енглеским трговцима, што је потврђено од стране краљице Елизабете Прве. 1618. године Џејмс I је дао искључиво право британској компанији за трговање са Гамбијом и Златном обалом (данашњом Ганом). Између 1651. и 1661. године неки делови Гамбије били су под Курландијом и њеним владаром Јакобом Кетлером који је био пољски вазал.
Крајем 17. и током 18. века, Британија и Француска желеле су доминацију над подручјима око река Сенегал и Гамбија. 1783. године Версајским уговором река Гамбија је припала Великој Британији, али Француска је добила енклаву Алберду на северној обали реке која је ипак 1857. припала Британцима.
Три милиона људи је претворено у робове са ових простора током три века. Није познато колико су робова узели арапски трговци пре трансатлантских трговања робовима. Многе од њих други Африканци су продавали Европљанима. Неки су продавани због дугова, а остали су били просто киднаповани и служили су у Европи све до проширивања тржишта на Источне Анде и северну Америку у 18. веку. 1807. године трговину робовима је Британија прекинула, али то није успело у Гамбији и отворена је војна пошта у Батрусту (данашњи Банџул) 1816. године. Наредних година Банџул је био под управом британског гувернера-генерала у Сијера Леонеу. 1888, Гамбија је постала одвојени колонијални ентитет.
Године 1889. споразумом са Француском створене су данашње границе, и Гамбија је постала британска краљевска колонија где је Банџул добио статус административног центра, а остали део је постао протекторат. Гамбија је добила своје институције 1901. и прерасла је у самоуправу. 1906. је укинуто робовласништво.
Током Другог светског рата, гамбијска војска се борила против Сила Осовине у Бурми. Банџул је служио као ваздушна и бродска лука Војсци САД.
После Другог светског рата уследиле су уставне реформе. После избора 1962, Гамбија је остварила потпуну самоуправу, а 18. фебруара 1965. и независност као суверена уставна монархија у оквиру Комонвелта. Убрзо потом, влада је расписала референдум на коме су се грађани изјаснили да ли желе да изабрани председник замени монарха (енглески краљицу Елизабету Другу) на челу државе. Референдум није успео јер није достигнута довољна већина, али 24. априла 1970. године, после другог референдума, Гамбија је постала република у оквиру Комонвелта са премијером Сером Давдом Каирабом Џаваром (Sir Dawda Kairaba Jawara).
Гамбијом је владао председник Џавара у пет мандата. Стабилност Гамбије је нарушена покушајем државног удара 1981, под вођством Кукоија Самбе Сањанга (Kukoi Samba Sanyang). После недељу дана насиља и неколико хиљада жртава, Џавара је из Лондона затражио помоћ од суседног Сенегала чија војска је ушла у Гамбију и угушила побуњенички покрет.
После покушаја државног удара и помоћи сенегалске војске, Гамбија и Сенегал су 1982. потписали Уговор о конфедерацији. Тако је настала Конфедерација Сенегамбија која је имала за циљ да уједини војске и економије две државе. Гамбија је напустила конфедерацију 1989.
Јула 1994. Привремени владајући савет оружаних снага (ПВСОС) је организовао војни пуч, свргао Џавару с власти и забранио деловање опозиције. Поручник Јаија А. Џ. Џ. Џаме (Yahya A.J.J. Jammeh), председавајући ПВСОС-а, је дошао на чело државе. ОСПВС је донео план о преласку на демократску цивилну власт. Привремена независна изборна комисија (ПНИК) је основана 1996. да би спровела изборе.
ПНИК је преименована у Независну изборну комисију (НИК) 1997. године. НИК је извршио регистрацију бирача у бирачки списак и организовао изборе и референдуме. Крајем 2001. и почетком 2002, у Гамбији су одржани избори на свим нивоима које су страни посматрачи оценили слободним, поштеним и транспарентним, али уз одређене неправилности. Јаија Џаме (Yahya Jammeh) је изабран за председника Гамбије што је представљало његов наставак владавине са места првог човека револуционе војске током државног удара. За председника је изабран други пут 21. децембра 2001.

## Политика
Пре војног пуча 1994, Гамбија је била једна од најстаријих вишепартијских демократских држава у Африци. Сваких пет година одржавани су слободни избори. После пуча свим дотадашњим члановима партије свргнутог председника Џаваре, Народне напредне партије (ННП), било је забрањено политичко деловање све до јула 2001.
На председничким изборима 1996. године, пензионисани поручник Јаија Џаме је добио 56% гласова. На изборима 18. октобра 2001, Џаме је добио 53% гласова, а имао је четири противкандидата. Привремени владајући савет оружаних снага (ПВСОС) је освојио велику већину у Народној скупштини Гамбије после парламентарних избора у јануару 2002, а главна опозициона партија Уједињена демократска партија (УДП) је бојкотовала изборе.
21. и 22. марта 2006. тензије у земљи изазвале су председничке изборе. Џаме је и тад победио испред коалиције опозиционих партија. Планиран је војни пуч који је откривен. Председник Џаме је био принуђен да се врати са путовања из Мауританије, а многи осумњичени официри су ухапшени. Највиши генерали и остали војни заповедници су напустили земљу. Део јавности сматра да је војни пуч измишљен како би се повећала популарност власти.
Крајем 2016. године, долази до промене власти Адама Бароу из УДП-а са 43,3% освојених гласова, побеђује Јаија Џаме дугогодишњег председника Гамбије, који одлази у егзил.
Дана 6. априла 2017. године. на парламентарним изборима уједињена демократска странка која је до свргавања дугогодишњег председника бојкотовала изборе осваја већину 31 од 48 посланичких места у Гамбијском парламенту.

## Административна подела
Гамбија је подељена на један шест округа (енгл. Division). То су:
| Округ                | Скраћеница | Код | Админ. центар | Површина у km² | Становника |
| -------------------- | ---------- | --- | ------------- | -------------- | ---------- |
| Шира околина Банџула |            |     | Банџул        | 88             | 414.445    |
| Доња Река            |            |     | Манза Конко   | 1618           | 74.580     |
| Средња Река          |            |     | Џанџанбурех   | 2895           | 197.245    |
| Северна Обала        |            |     | Кереван       | 2256           | 178.704    |
| Горња Река           |            |     | Басе Санта Су | 2070           | 194.716    |
| Запад                |            |     | Брикама       | 1764           | 486.710    |
|                      |            |     |               | 10.691         | 1.546.400  |

Окрузи су подељени на 37 области (енгл. Districts).

## Привреда
Гамбија има слободну тржишну економију која се ослања на традиционалну пољопривреду и на свој историјски производ кикирики. Кикирики се извози у великим количинама преко лука на океану. Увоз се обавља уз мале обавезе и минималне административне поступке. Уз то, туризам је у Гамбији једна од најзначајнијих привредних грана.
Пољопривреда ствара 29% БДП-а и упошљава 75% радне снаге. У пољопривреди производња кикирикија је 6,9% БДП-а, осталих усева 8,3%, стоке 5,3%, рибе 1,8% и дрва 0,5%. Индустрија ствара 12% БДП-а, а остали фабрички производи су (сапун, пића и одећа). Услуге имају удела од 19% бруто друштвеног производа.
Велика Британија и остале државе ЕУ (Немачка, Француска, Холандија, Белгија) су главни спољнотрговински партнери са 60% увоза, уз Азију са 23%. Спољнотрговинска размена са Обалом Слоноваче и осталим афричким државама је 17%. 11% извоза, а 14,6% увоза остварује са САД-ом.

### Национална валута
Национална валута Гамбије је гамбијски даласи. 1 даласи једнак је 100 бутута. Даласи је уведен 1971. године, заменивши гамбијску фунту по курсу 1 фунта = 5 даласија, тј. 1 даласи = 0,2 фунте = 4 шилинга.

## Становништво
У Гамбији живи велики број етничких група. Те групе углавном функционишу на принципима племенских обичаја са сопственим језиком и традицијом. Највеће је племе Мандинка, а остала мања су племена Фула, Волоф, Џола и Сонинке. Око 3.500 становника Гамбије су европског и либанског порекла.
У верској структури, муслимани доминирају са 96% становништва. Међу хришћанима постоји неколико деноминација.
57,3% становништва Гамбије живи у руралним срединама (2011). Све више младих одлази у градове у потрази за послом, а попис из 2003. показује да се разлика између руралних и урбаних средина све више смањује.

### Језици
Енглески језик је једини службени језик у Гамбији. Становници говоре многим другим језицима, као што су:
- Мандинка (Нигер-конгоанска група, манде језик) — 938.000 људи (2023);
- Фула (Нигер-конгоанска група, атлантска група, северна група, сенегамбијски језик, фула-волоф) — 520.000 људи (2023);
- Волоф (Нигер-конгоанска група, атлантска група, северна група, сенегамбијски језик, фула-волоф) — 445.000 људи (2023) на западном, јужном и централном делу;
- Сонинке (Нигер-конгоанска група, манде језици) — 220.000 људи (2023) на југоисточној страни;
- Диола-фоњи (Нигер-конгоанска група, атлантска група, северна група, бак, диола) — 111.000 људи (2023) највише на западу;
- Серер-син (Нигер-конгоанска група, атлантска група, северна група, сенегамбијски језици, серер) — 60.000 људи (2023) на северозападној страни;
- Мандак (Нигер-конгоанска група, атлантска група, северна група, бак, мандаку-пепел) — 40.000 људи (2023) на западној и северној страни;
- Манинка (Нигер-конгоанска група, манде језик, источна подела) — 20.000 људи (2023) на источној страни.